# Kanonenjagdpanzer

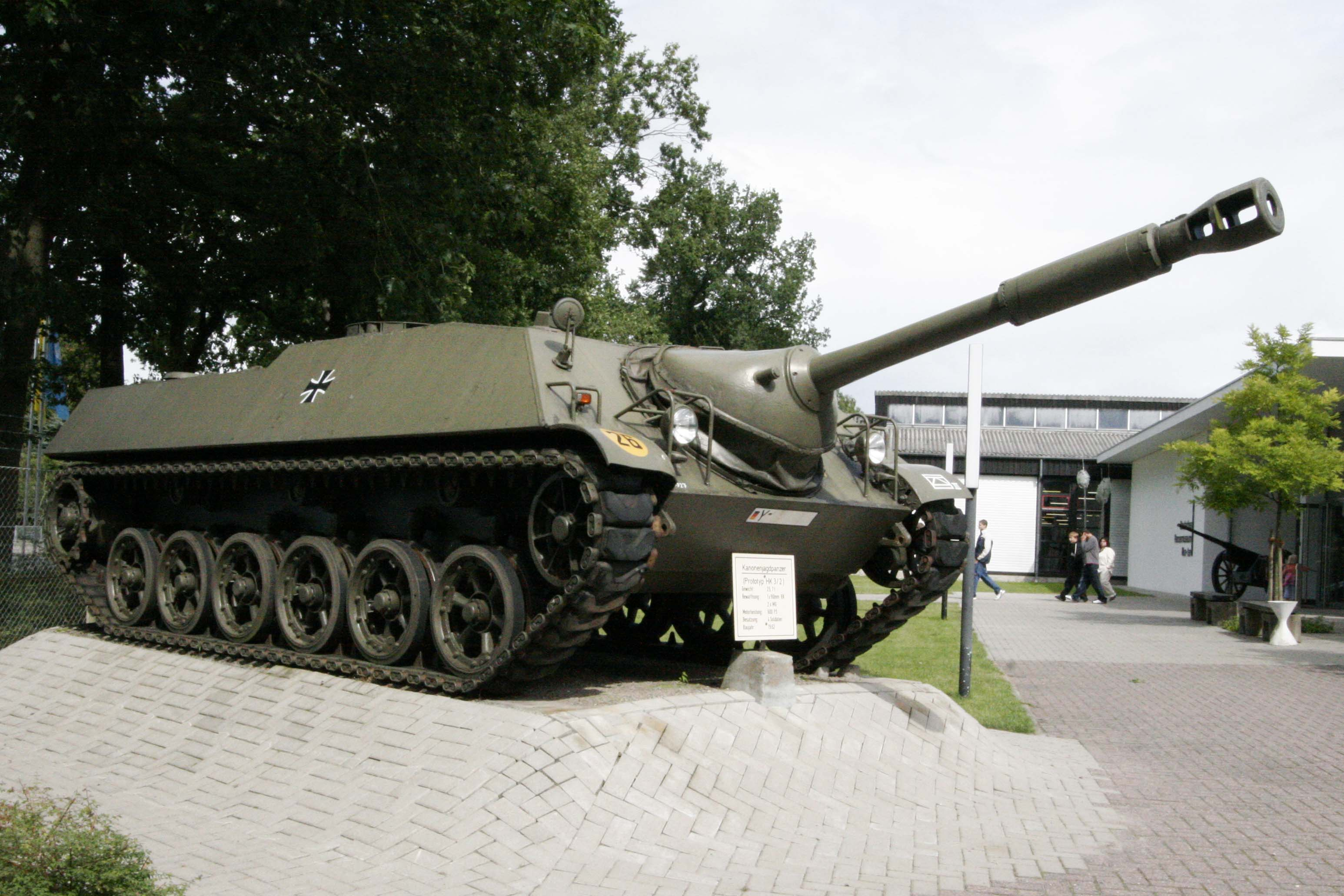
Prototyp des Kanonenjagdpanzers von Henschel mit sechs Laufrollen im Panzermuseum Munster

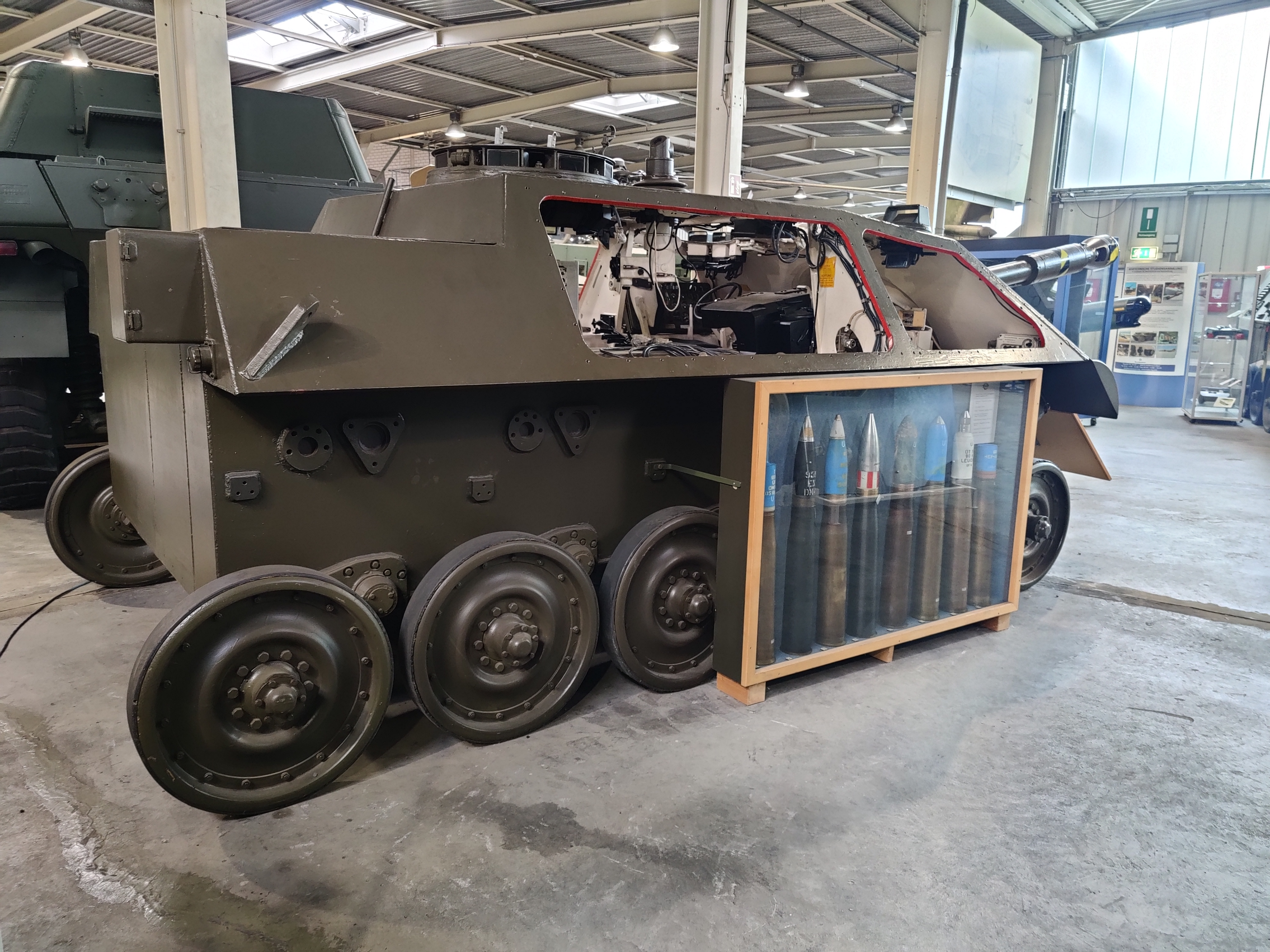
Schnittmodell Kanonenjagdpanzer Kampfraumtrainer in der WTS-Koblenz

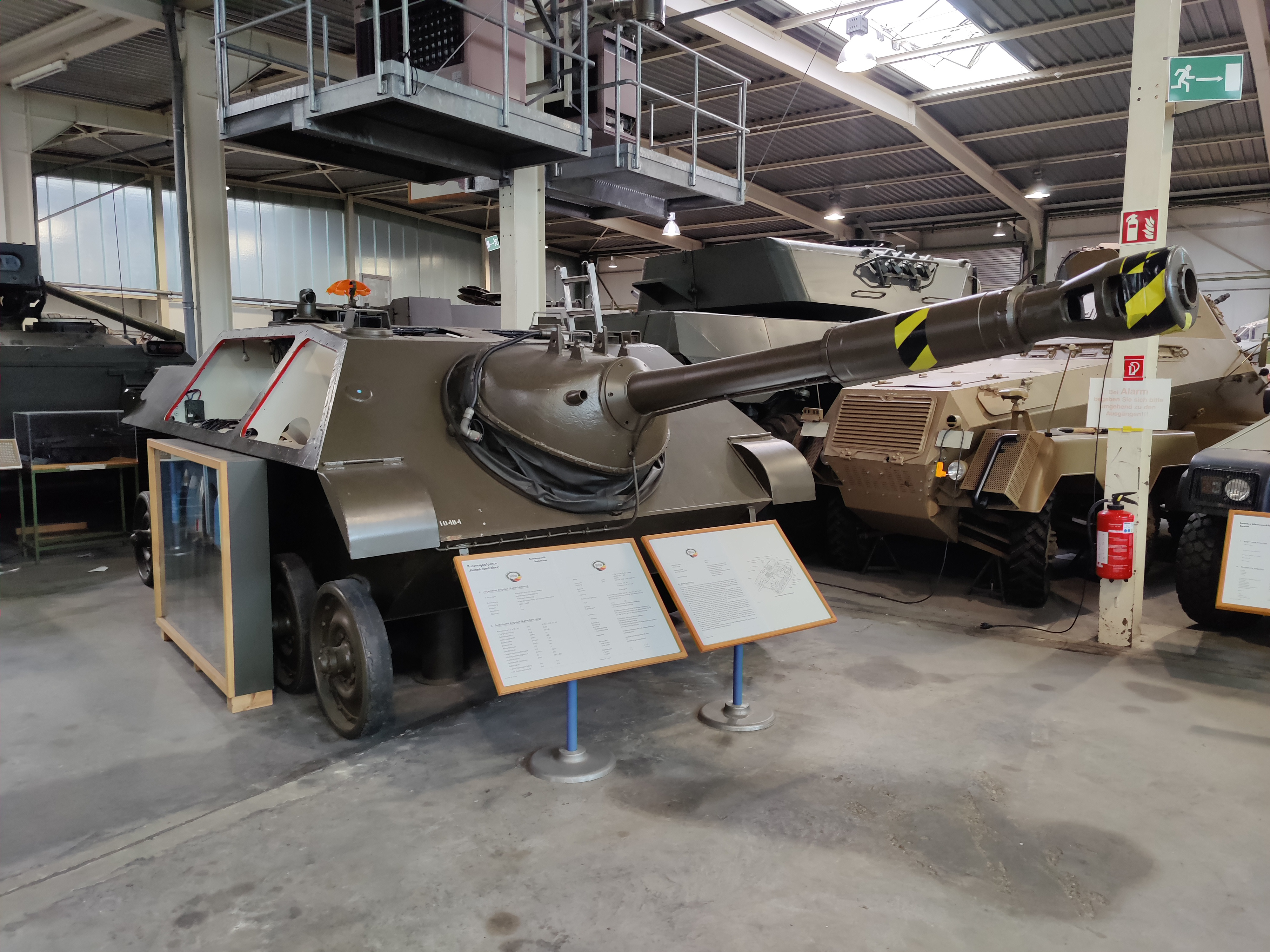
Schnittmodell Kanonenjagdpanzer Kampfraumtrainer in der WTS-Koblenz

Der Kanonenjagdpanzer, auch Jagdpanzer, Kanone 90 mm oder Kanonenjagdpanzer 4–5, genannt, abgekürzt KanJPz, war der zweite Jagdpanzer der deutschen Bundeswehr, aber der einzige mit Rohrbewaffnung.

## Hintergrund
Nach dem Zweiten Weltkrieg setzte die 1955 gebildete Bundeswehr auf eine „bewegliche Verteidigung“, die unter anderem den Einsatz von Panzerjägern vorsah. Diese sollten die Infanterie bei der Abwehr feindlicher Panzer unterstützen. Dazu beschaffte die Bundeswehr ab 1961 den Raketenjagdpanzer 1 und dann ab 1965 den Kanonenjagdpanzer, der bis 1968 die in den Panzerjägerkompanien und den Panzerjägerzügen der Panzergrenadierbataillone eingesetzten US-amerikanischen Modelle M41, M47 und M48 ablöste.

## Entwicklung
Die Entwicklung des Kanonenjagdpanzers begann 1960 und gründete sich auf den Erfahrungen der Wehrmacht im Zweiten Weltkrieg – der Kanonenjagdpanzer stellte eine Weiterentwicklung des Jagdpanzers IV dar. Der Auftrag zur Fertigung wurde den Rüstungsunternehmen Henschel und Ruhrstahl (später Rheinstahl-Hanomag) erteilt, die jeweils zwölf Prototypen fertigten, die sich nur in der Anzahl der Laufrollen unterschieden. Henschel favorisierte bei seinem Prototyp HK 3/1 sechs Laufrollen je Seite, wogegen Rheinstahl-Hanomag beim Prototyp RU 332 auf fünf Laufrollen setzte.
Mindestens ein Prototyp mit der Bezeichnung Gepard wurde auch von der Firma MOWAG angefertigt und steht heute im Schweizerischen Militärmuseum Full. Für den Gepard waren zwei verschiedene Zweitakt-Dieselmotoren verfügbar, ein Fünfzylinder Typ M5 DU MOWAG Motor mit 6,7 Liter Hubraum und 270 PS (199 kW) bei 2100/min und ein Motor mit 13,5 Liter Hubraum und 540 PS (397 kW).
Nach umfangreichen Truppenversuchen durch das deutsche Heer war die Erprobung im Jahr 1963 abgeschlossen. Es wurde die Version von Rheinstahl-Hanomag ausgewählt, von der in den Jahren 1965 bis 1967 durch beide Konzerne 770 Jagdpanzer gefertigt wurden.

## Aufbau und Einsatz

### Aufbau
Es handelt sich um ein turmloses Vollkettenfahrzeug in Kasemattbauweise mit einer 90-mm-L/40,4-Kanone von Rheinmetall, aus der (theoretisch) sämtliche 90-mm-NATO-Patronenmunitionsarten verschossen werden konnten.
Die Panzerung des Kanonenjagdpanzers bestand – außer der gegossenen Blende für die Bordkanone (BK) – aus legierten Walzblechen und war abgeschrägt. Die Bordkanone war zusammen mit dem Blendenmaschinengewehr um 15° nach beiden Seiten, 15° nach oben und 8° nach unten schwenkbar. Als Munitionsarten waren hauptsächlich Hohlladung und Quetschkopf vorgesehen; daneben gab es Nebel(WP)- und später auch Leuchtmunition. Die Besatzung bestand aus Kommandant, Richtschütze, Ladeschütze und Kraftfahrer. Einsatzgrundsatz war der Kampf aus Stellungen bei Kampfentfernungen bis zu 1800 m mit Hohlladungsgeschossen gegen gepanzerte und bis 2000 m mit Quetschkopfgeschossen gegen leicht- und ungepanzerte Ziele.

### Einsatz
Die Fahrzeuge wurden im Heer in den Panzerjägerkompanien der Panzergrenadierbrigaden, in den schweren Kompanien der Panzergrenadier-, Jäger- und Gebirgsjägerbataillone, sowie später in den Panzerjägerbataillonen der Jäger- und Gebirgsjägerbrigaden eingesetzt.
Gegen die sowjetischen T-64- und T-72-Kampfpanzer erwies sich die Bewaffnung als zu schwach, da solche Ziele nicht mehr frontal, sondern nur seitlich durchschlagen werden konnten, und eine brauchbare Trefferleistung auf in Querfahrt befindliche Ziele war nur auf Entfernungen unter 1000 m zu erwarten. Die Firma Rheinstahl-Sonderanfertigung (Kassel) stellte in den 1970er Jahren ein Konzept zur Kampfwertsteigerung / Umbau des Kanonenjagdpanzer mit einer 105-mm-PzK vor. Da sich zu diesem Zeitpunkt der Raketenjagdpanzer Jaguar 1 im Zulauf befand und Ziele über höhere Kampfentfernung (4000 m) nun frontal und nicht wie bisher flankierend bekämpfen konnte, wurde das Konzept nicht weiter verfolgt. Ab 1983 wurden daher alle Kanonenjagdpanzer aus den Verbänden des Feldheeres herausgelöst und in das Territorialheer (Heimatschutzbrigaden, Heimatschutzregimenter) zur weiteren Nutzung abgegeben.
Ab 1983 wurden 162 Kanonenjagdpanzer zum Jagdpanzer Jaguar 2 mit dem Waffensystem TOW umgebaut und in Panzerjägerkompanien der Panzergrenadierbrigaden eingesetzt. Weitere 486 Fahrzeuge wurden zu Beobachtungspanzern bzw. zu Beobachtungs- und Führungspanzern umgerüstet. Dazu wurde die Kanone aus der Blende entfernt, die aus Gewichtsverteilungsgründen am Fahrzeug verbleiben musste, und die Öffnung verschlossen. Sie dienten als VB-Panzer in den Artilleriebataillonen sowie in den Panzermörserkompanien der Panzergrenadierbataillone.
Bis 1991 waren Kanonenjagdpanzer noch in nichtaktiven Panzerjägerkompanien und Panzerjägerzügen der Heimatschutzregimenter im Einsatz.

## Nutzerstaaten
BR Deutschland – 770 Stk. bis 1991 als KanJPz, 1996 als Jaguar 2 und bis 2003 als Beobachtungs- und Befehlspanzer (ohne Kanone)
 Belgien – 80 Stk. bis Anfang der 1990er Jahre, jedoch mit leistungsschwächerem Motor MB 837 Aa sowie verbessertem Laserentfernungsmesser und Feuerleitrechner der Fa. SABCA